# Ingo Schäfer

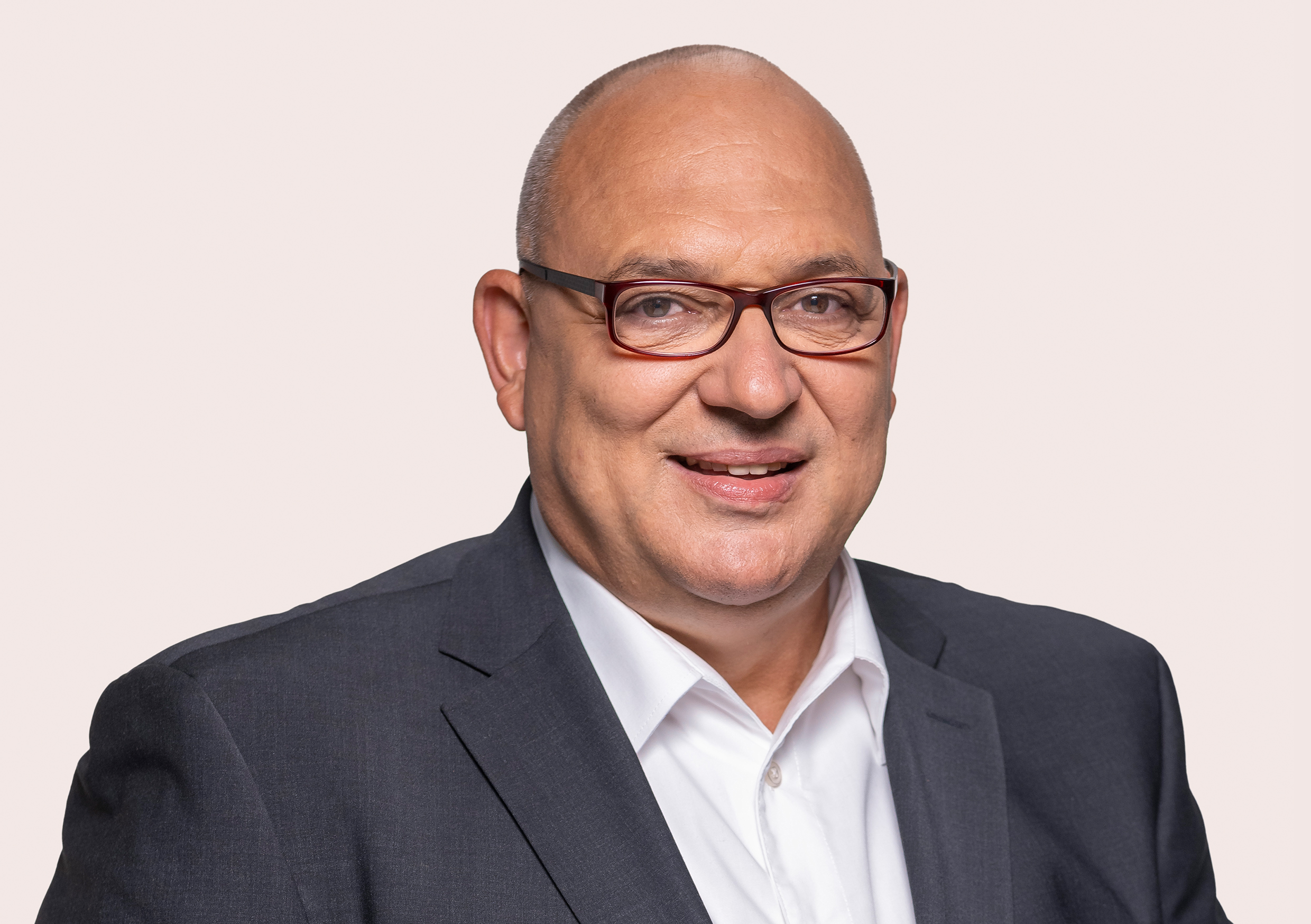
Ingo Schäfer (2021)

Ingo Schäfer (* 20. September 1965 in Solingen) ist ein deutscher Politiker (SPD) und Gewerkschafter. Seit 2021 vertritt er den Bundestagswahlkreis Solingen – Remscheid – Wuppertal II im Deutschen Bundestag, nachdem er bereits bei der Bundestagswahl 2017 Kandidat für seinen Wahlkreis war.

## Lebenslauf
Schäfer ist in Solingen geboren und aufgewachsen. Bereits in seiner Jugend wirkte er an der Seite seines Vaters, welcher selbst SPD-Mitglied war, im Haustürwahlkampf für Helmut Schmidt mit. Nach der Ausbildung zum Betriebsschlosser beim Solinger Autoräder-Hersteller Kronprinz machte er eine weitere Ausbildung zum Berufsfeuerwehrmann und Rettungsassistenten, es folgte eine Weiterbildung zum gehobenen feuerwehrtechnischen Dienst im Bereich des vorbeugenden Brandschutzes.
2008 wurde Schäfer zum ersten Bundesvorsitzenden der sich damals erstmals bundesweit konstituierenden Deutschen Feuerwehr-Gewerkschaft gewählt, welche sich im Mai 2011 als erste Fachgewerkschaft der Feuerwehr offiziell gründete. Den Bundesvorsitz der Gewerkschaft hatte Schäfer bis November 2019 inne, sein Nachfolger wurde Siegfried Maier.

## Politischer Werdegang
Schäfer wirkte bis zu seiner Wahl zum Bundestagsabgeordneten in der Personalvertretung der Stadt Solingen, 2013 trat er in die SPD ein. 2018 wurde er stellvertretender Vorsitzender des SPD-Unterverbandes Solingen sowie Vorstandsmitglied des SPD-Ortsvereines Ohligs/Aufderhöhe/Merscheid.
Bei der Kreisdelegiertenkonferenz am 29. September 2016 in Remscheid wurde Schäfer anlässlich der Bundestagswahl 2017 zum Kandidaten seiner Partei für den Bundestagswahlkreis 103 gewählt, er setzte sich innerparteilich gegen vier weitere Kandidaten aus Solingen, Remscheid und Wuppertal durch. Bekanntheit erlangte er während des Wahlkampfes insbesondere durch seine Touren in einem ausgemusterten Feuerwehrwagen. Er unterlag bei der Wahl Jürgen Hardt (CDU), dem außenpolitischen Sprecher der CDU/CSU-Fraktion im Deutschen Bundestag. Dieser gewann den Wahlkreis mit einem historisch schlechten Ergebnis zum dritten Mal in Folge mit 7,3 Prozentpunkten Vorsprung vor seinem SPD-Herausforderer.
Bei der am 14. März 2021 stattgefundenen Wahlkreiskonferenz wurde Schäfer erneut zum Wahlkreiskandidaten seiner Partei gewählt, er setzte sich im zweiten Wahlgang mit 32 zu 24 Stimmen gegen seine Herausforderin aus Remscheid durch. Bei der Bundestagswahl 2021 konnte sich Schäfer mit knapp fünf Prozentpunkten Vorsprung überraschend deutlich vor dem ebenfalls erneut kandidierenden Jürgen Hardt durchsetzen, nachdem Umfragen zuvor ein äußerst knappes Wahlergebnis prognostiziert hatten.

## Weiteres Engagement und Privates
Schäfer ist ausgebildeter Brandoberinspektor und seit seiner Ablösung als Bundesvorstand der Deutschen Feuerwehr-Gewerkschaft deren Ehrenvorsitzender. Er ist seit 32 Jahren verheiratet und hat eine Tochter, wohnhaft ist er im Solinger Stadtteil Ohligs.